# Eigentliche Stachelschweine
Die Eigentlichen Stachelschweine (Hystrix) sind eine Gattung aus der Familie der Stachelschweine (Hystricidae) mit acht Arten in Afrika, Südwest-Asien und dem südlichen Europa. 

## Stacheln

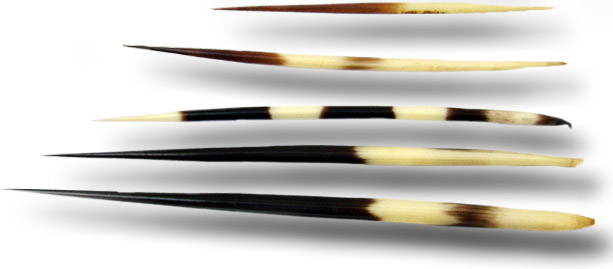
Stachelformen

Die Stachelschweine haben die längsten Stacheln aller Säugetiere. Die Stacheln sind umgewandelte Haare. Im Kleid der Stachelschweine findet man die verschiedensten Haare: weiche Wollhaare, steifere Haare, flache Borsten, dicke, sehr elastische, lange Borsten und starre, lange runde Spieße. Einzelne Spieße können bis zu 40 cm lang werden und einen Durchmesser von 7 mm haben.

## Arten
Folgende Arten gehören zur Gattung Hystrix:
- Subgenus Thecurus
  - Borneo-Stachelschwein (Hystrix crassispinis Günther, 1876)
  - Philippinen-Stachelschwein (Hystrix pumila Günther, 1879)
  - Sumatra-Stachelschwein (Hystrix sumatrae Lyon, 1907)
- Subgenus Acanthion
  - Malaiisches oder Kurzschwanz-Stachelschwein (Hystrix brachyura Linnaeus, 1758)
  - Sunda- oder Java-Stachelschwein (Hystrix javanica F. Cuvier, 1823)
- Subgenus Hystrix
  - Südafrikanisches Stachelschwein (Hystrix africaeaustralis)
  - Gewöhnliches Stachelschwein (Hystrix cristata)
  - Indisches Weißschwanz-Stachelschwein (Hystrix indica)

Zudem sind zahlreiche fossile Arten bekannt. Hystrix parvae aus dem Unteren Turolium Europas (MN 11; 9,0–8,2 Ma) ist die kleinste und vermutlich auch älteste Art der Gattung.